# From the Earth to the Moon
 From the Earth to the Moon és un pel·lícula estatunidenca de Byron Haskin, estrenada el 1958, adaptació de dues novel·les de Jules Verne De la Terra a La Lluna i Al voltant de la Lluna.

## Argument
Després de la guerra de Secessió, Barbicane continua inventant obusos i Nicholl escuts per impedir-ho. Es posen d'acord i decideixen un viatge cap a la Lluna. Al cercle del qual formen part s'incorpora un nou vingut, un tal Jules Verne. A bord d'un enorme obús, els dos homes són enviats cap a l'astre de les nits. Però la filla de Nicholl i el seu promès, amagats per descuit en el mitjà de transport, s'embarquen en la mateixa aventura.

## Repartiment
- Joseph Cotten: Victor Barbicane
- George Sanders: Nicholl
- Debra Paget: Virginia Nicholl
- Don Dubbins: Ben Sharpe
- Patric Knowles: Josef Cartier
- Carl Esmond: Jules Verne
- Henry Daniell: Morgana
- Melville Cooper: Bancroft
- Ludwig Stössel: Aldo Von Metz
- Morris Ankrum: President Ulysses S. Grant (no surt als crèdits)
- Robert Clarke: Narrador (veu) (no surt als crèdits)
- Les Tremayne: Anunciant (no surt als crèdits)